# Monticole angolais
Monticola angolensis
Espèce
Statut de conservation UICN

 LC  : Préoccupation mineure
Le Monticole angolais (Monticola angolensis), appelé localement « Merle des roches du Miombo », est une espèce de passereaux de la famille des Muscicapidae.

## Systématique
L'espèce Monticola angolensis a été décrite en 1888 par le conservateur du musée zoologique de Lisbonne, José Augusto de Sousa (d).

## Répartition
On trouve cette espèce en Angola, au Botswana, au Burundi, en République démocratique du Congo, au Malawi, au Mozambique, au Rwanda, en Tanzanie, en Zambie et au Zimbabwe.

## Description
Ce passereau mesure dix-sept centimètres. Sa tête, son dos et ses ailes sont gris et son manteau tacheté. Le reste est de couleur orangé. La femelle a des moustaches blanches bien définies.

## Habitat
Le Monticole angolais habite le Miombo à de hautes altitudes.

## Sous-espèces
D'après la classification de référence (version 5.2, 2015) du Congrès ornithologique international, cette espèce est constituée des deux sous-espèces suivantes :
- Monticola angolensis angolensis - Angola, république démocratique du Congo, Rwanda, Tanzanie et Zambie
- Monticola angolensis hylophilus - Zambie et Zimbabwe, Malawi occidental et partie du Mozambique

## Étymologie
Son épithète spécifique, composée de angol[a] et du suffixe latin -ensis, « qui vit dans, qui habite », lui a été donnée en référence au lieu de sa découverte, l'Angola. 

## Publication originale
- José Augusto de Sousa, « Contribution pour la Faune Ornithologique d'Angola », Jornal de Ciências Matemáticas, Físicas e Naturais, vol. 12,‎ 1888, p. 233-235 (ISSN 0368-430X, lire en ligne).